# Anders Flodström
Sven Anders Flodström, född 1 oktober 1944 i Söderhamn, är en svensk professor i materialfysik. Han har varit universitetsrektor, först för Linköpings universitet 1996–1999 och sedan för Kungliga Tekniska högskolan (KTH) 1999–2007. Åren 2007–2010 var han  universitetskansler.
Flodström inledde sin akademiska karriär med studier i teknisk fysik och elektroteknik vid Linköpings universitet, och genomförde sina forskarstudier vid Institutionen för fysik. Han disputerade 1975 på avhandlingen Electronic structure of clean and oxygen covered aluminium and magnesium surfaces studied by photoelectron spectroscopy. Flodström var också en av initiativtagarna till synkrotronljuslaboratoriet MAX-lab i Lund, där han också var koordinator för synkrotronljusforskningen fram till 1985.
Han utsågs till professor i materialfysik vid KTH 1985 och 1992–1995 var han KTH:s prorektor. Efter en kort period som VD för KK-stiftelsen återvände Flodström därefter till Linköpings universitet för att arbeta som rektor 1996–1999. Han lämnade dock sitt förordnande i förtid när han erbjöds uppdraget som rektor för KTH, en post som han innehade 1999–2007, varefter han efterträdde Sigbrit Franke som universitetskansler 2007-2010.
Flodström har även varit professor vid DESY (Deutsches Elektronen-Synchrotron) i Hamburg. Under åren 1984–1990 verkade han som egen företagare. En period har han också fungerat som huvudsekreterare vid dåvarande Teknikvetenskapliga forskningsrådet.
Flodström invaldes 1990 som ledamot av Ingenjörsvetenskapsakademien.
Flodström sitter även med i styrelsen för Sverige-Amerika Stiftelsen.

## Verksamhet som universitetskansler
I augusti 2007, redan efter några dagar som universitetskansler uttalade Anders Flodström att Sverige inte behöver fler universitet utan färre, eftersom inget av de svenska universiteten tillhör den internationella toppklassen, även om det svenska utbildningsväsendet i stort gör bra ifrån sig. Som en hypotes nämnde han att dagens 14 statliga universitet i Sverige skulle kunna bli fem, exempelvis Södra Sverige, Västsverige, Linköping/Norrköping, Stockholm/Mälardalen och Norrland. Han tänkte sig att högskolorna skulle vara fristående, men kopplat till någon av de stora universiteten, och ha ansvar för grundutbildning, det vill säga de första tre åren enligt Bolognasystemet. Studenter som vill studera på avancerad nivå för Masterexamen eller gå vidare till forskarutbildning skulle då få fortsätta sina studier vid ett universitet. Han såg också framför sig att engelska blir undervisningsspråket vid universiteten. Förslaget fick kritik från flera företrädare för de universitet som fick sin universitetsstatus under regeringen Persson, i flera fall mot Högskoleverkets rekommendation, och de högskolor som har ansökt om universitetsstatus och ännu ej beviljats detta, men även av socialdemokraternas utbildningstalesman Marie Granlund. Anders Flodströms tankar fick dock stöd från Dan Brändström som var regeringen Reinfeldts utredare i frågan.
Flodström meddelade att han skulle avgå från ämbetet som universitetskansler den 1 juni 2010 på grund av oenighet med regeringen kring ett nytt kvalitets- och utvärderingssystem för högskolan. Flodström menade att det fanns en förtroendeklyfta mellan honom och Utbildningsdepartementets ledning (framför allt högskoleminister Tobias Krantz) som inte gick att överbrygga. Under perioden närmast före avgången hade Flodström helt dömt ut det föreslagna nya kvalitetssystemet, och sagt att det var helt omöjligt för honom att driva det. Flodströms avgång beklagades både av Sveriges förenade studentkårer och Sveriges universitetslärares förbund.